# ماركوس أوربينا
ماركوس أوربينا (بالإسبانية: Marcos Urbina) هو لاعب كرة قدم مكسيكي في مركز الدفاع، ولد في 15 أبريل 1985 في Los Reyes de Salgado ‏ في المكسيك. لعب مع نادي موريليا الرياضي.